# Sowjet (Zeitschrift)
Sowjet (Untertitel: „Kommunistische Monatsschrift“; auch „Kommunistische Zeitschrift“) war eine zwischen 1919 und 1921 zunächst in Wien und dann in Berlin erschienene kommunistische Zeitschrift.

## Geschichte
Gegründet wurde die Sowjet von Otto Kaus und Gina Kaus. Die erste Ausgabe erschien im Mai/Juni 1919. Gina Kaus finanzierte die Herausgabe der Zeitschrift. Die überwiegende Zahl der Beiträge steuerte Otto Kaus selbst bei, so auch den ersten Artikel mit dem Titel Programm, der im selben Jahr noch einmal in der Aktion unter dem Titel Zum Kommunismus erschienen ist. Die Sowjet wurde in der Wiener Verlagsgenossenschaft „Neue Erde“ herausgegeben.
1920/21 entwickelte Otto Kaus eine Beziehung zu dem Mitbegründer und ehemaligen Vorsitzenden der KPD und inzwischen aus der Partei ausgeschlossenen Paul Levi, den Kaus politisch unterstützt hatte.
Am 1. Mai 1921 erschien mit dem neuen Untertitel „Kommunistische Zeitung“ beim Seehoff-Verlag in Berlin die erste Ausgabe unter der Herausgeberschaft Paul Levis. Ab Juli 1921 machte Levi die Zeitschrift zum Organ der von ihm gegründeten Kommunistischen Arbeitsgemeinschaft (KAG). Ab April 1922 benannte er die Sowjet schließlich in „Unser Weg“, Halbmonatsschrift für Sozialistische Politik um.
Zu den Autoren gehörten neben Otto Kaus, Gina Kaus und Paul Levi auch Otto Gross, Henriette Roland Holst, Grigori Sinowjew, Bernhard Düwell, Curt Geyer, Franz Mehring und Valeriu Marcu.